# Somaskerorden

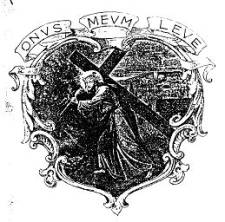
Somaskerordens emblem med mottot ONUS MEUM LEVE, "Min börda är lätt".

Somaskerorden (latin: Ordo Clericorum Regularium a Somascha, CRS) är en katolsk orden, grundad år 1534 av den helige Girolamo Emiliani. Orden är uppkallad efter byn Somasca, som är en frazione i Vercurago i regionen Lombardiet.